# Lugnacco
Lugnacco é uma comuna italiana da região do Piemonte, província de Turim, com cerca de 338 habitantes. Estende-se por uma área de 4 km², tendo uma densidade populacional de 85 hab/km². Faz fronteira com Meugliano, Castellamonte, Alice Superiore, Fiorano Canavese, Pecco, Castelnuovo Nigra, Loranzè, Vistrorio, Parella, Quagliuzzo.

## Demografia
| Variação demográfica do município entre 1861 e 2011                               |
|                                                                                   |
| Fonte: Istituto Nazionale di Statistica (ISTAT) - Elaboração gráfica da Wikipedia |